# Rhipidia (Rhipidia) uxor
Rhipidia (Rhipidia) uxor is een tweevleugelige uit de familie steltmuggen (Limoniidae). De soort komt voor in het Neotropisch gebied.